# آندروس (شهر)
آندروس (به لاتین: Andros) یک شهرک در یونان است که در Andros Municipality واقع شده‌است.